# Eutidem (filòsof)
Eutidem (en llatí Euthydemus, en grec antic Εὐθύδημος) fou un filòsof grec, fill de Diocles, i deixeble de Sòcrates. L'esmenta Xenofont, que en parla rebutjant-lo, ja que es presentava a si mateix com a més savi que ningú. També el cita Plató (El convit 222).